# Wilfried Siegele
Wilfried Siegele (* 26. Juni 1958 in Breitenwang) ist ein ehemaliger österreichischer Geher. Bei den Olympischen Spielen 1980 in Moskau erreichte er im 20-km-Gehen nicht das Ziel. Viermal wurde er Österreichischer Meister im 50-km-Gehen (1981–1984) und zweimal im 20-km-Gehen (1979, 1980).
Sein älterer Bruder Johann Siegele war ebenfalls als Geher erfolgreich.

## Persönliche Bestzeiten
- 20 km Gehen: 1:28:17 h, 5. April 1980, Lassing (ehemaliger österreichischer Rekord)
- 50 km Gehen: 4:15:14 h, 20. Mai 1984, Esch (ehemaliger österreichischer Rekord)